# Tobias Reichmann

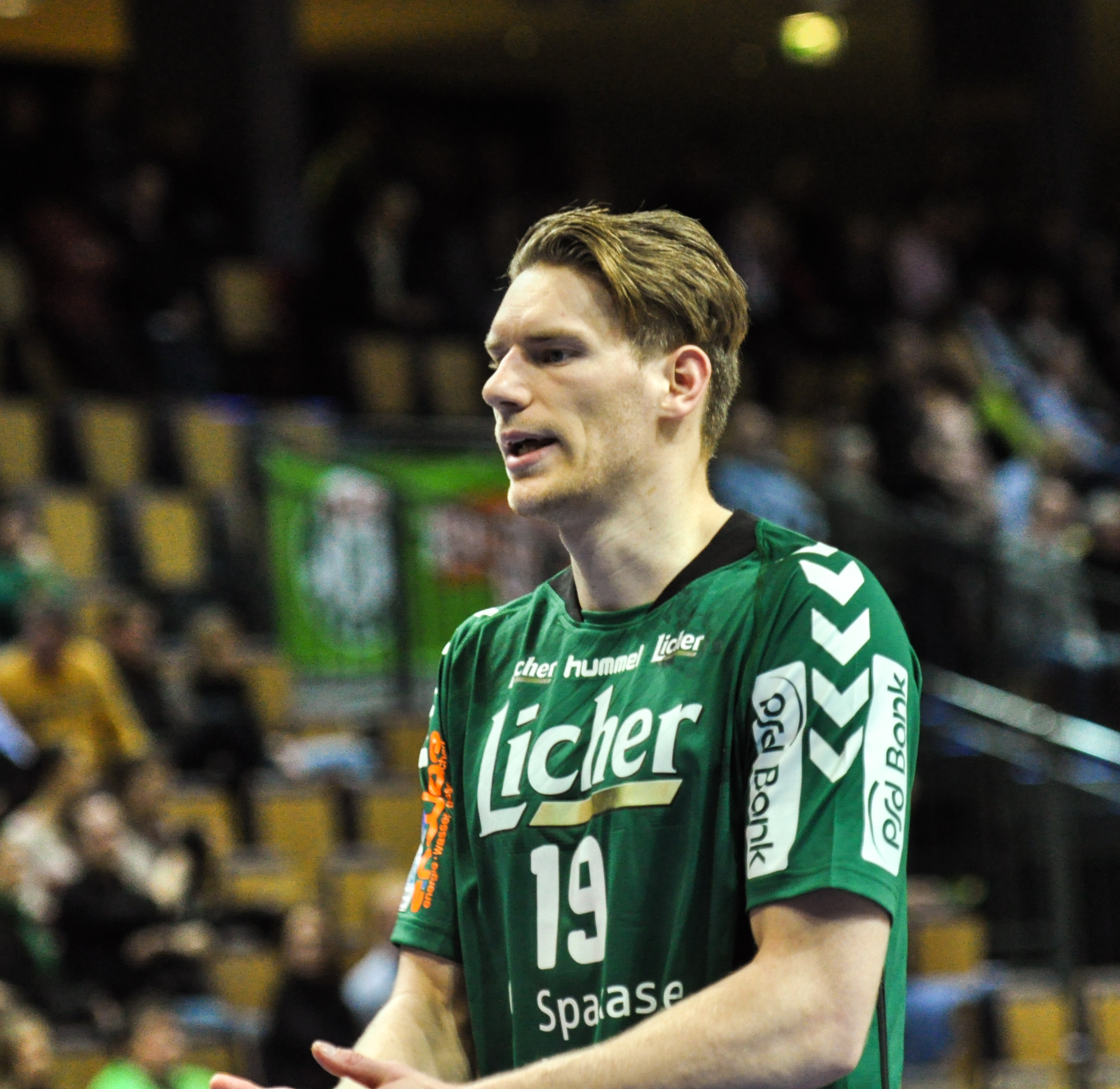
Tobias Reichmann 2014.

Tobias Reichmann, född 27 maj 1988 i dåvarande Östberlin i Östtyskland, är en tysk handbollsspelare. Han är vänsterhänt och spelar i anfall som högersexa.

## Klubbar
- LHC Cottbus (2004–2008)
- SC Magdeburg II (2008–2009)
- THW Kiel (2009–2012)
- HSG Wetzlar (2012–2014)
- KS Kielce (2014–2017)
- MT Melsungen (2017–2022)
- TV Emsdetten (2022–)